# Siegfried Bauer (Physiker)

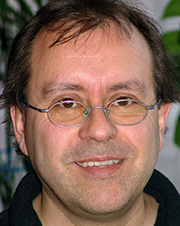
Siegfried Bauer (2010)

Siegfried Bauer (* 15. Mai 1961 in Karlsruhe; † 30. Dezember 2018 in Linz) war ein deutscher Physiker und Hochschullehrer. Er war Professor für Experimentalphysik an der Johannes Kepler Universität (JKU) Linz und Abteilungsleiter für Physik der Weichen Materie am Institut für Experimentalphysik.

## Leben
Siegfried Bauer wurde 1961 als jüngster Sohn eines Schlossers und einer Näherin geboren. Seine Eltern waren zusätzlich Nebenerwerbslandwirte und besaßen ein kleines Stück Land mit einem Weinberg. Er legte 1980 sein Abitur am Ludwig-Marum-Gymnasium in Pfinztal ab und studierte Physik an der Universität Fridericiana zu Karlsruhe. 1990 verteidigte er seine Dissertation über ferroelektrische Polymere, sechs Jahre später habilitierte er sich in Angewandter Physik an der Universität Potsdam. Nach seinen Tätigkeiten als Dozent an der Fachhochschule Karlsruhe, als Projektleiter am Heinrich-Hertz-Institut für Nachrichtentechnik (HHI) Berlin und als Assistenzprofessor an der Universität Potsdam trat er 1997 seine Stelle als Universitätsprofessor für Experimentalphysik am Institut für Experimentalphysik der JKU Linz an. Zudem hatte er von 2002 bis 2018 den Lehrstuhl „Physik weicher Materie“ an diesem Institut inne. Siegfried Bauer war zweifacher Vater, in seiner Freizeit sammelte er gerne alte Radios. Er starb am 30. Dezember 2018 an Krebs.

## Arbeits- und Forschungsschwerpunkte
Siegfried Bauer beschäftigte sich maßgeblich mit der Ideenfindung für neue Technologien mit weichen Materien wie Polymeren und Hydrogelen. Sein Forschungsschwerpunkt lag in der Entwicklung von Systemen mit biegsamer, dehnbarer Elektronik, welche beispielsweise an „weichen Robotern“ oder künstlichen Muskeln Anwendung finden. Er arbeitete ebenso an der Demonstration nicht wahrnehmbarer („imperceptible“) Sensorelektronik auf dünnen Kunststoff-Folien.
- Funktionelle Polymere für Anwendungen in der Sensorik und Photonik
- Flexible und dehnbare Elektronik, nachhaltige Elektronik
- Dielektrische Elastomer Aktoren und Generatoren
- Ferroelektrete

## Preise und Ehrungen
- Kurt-Überreiter-Preis des Berlin-Brandenburgischen Verbands für Polymerforschung (BVP) (1994)
- Literaturpreis der Informationstechnischen Gesellschaft (ITG) im Verein Deutscher Elektrotechniker (1994)
- Karl-Scheel-Preis der Physikalischen Gesellschaft Berlin (1997)
- Forschungspreise der Oberösterreichischen Sparkasse (2000)
- Sonderpreis für Forschungseinrichtungen im Rahmen des Landesinnovationspreises Oberösterreich
- Zwei österreichische Patentpreise im Rahmen der Prize Initiative (2007, 2008)
- Pioneer of Smart Production Award der Austrian Society for Environment and Technology (2010)
- Rudolf Trauner Preis (2010)
- „Advanced Grant“ des Europäischen Forschungsrats (ERC) (2011)[7]
- Fellow des Institute of Electrical and Electronics Engineers (IEEE) (2015)[1]
- Fellow der Society of Photo-Instrumentation Engineers (SPIE) (2018)[8]